# ساختار شکست کار

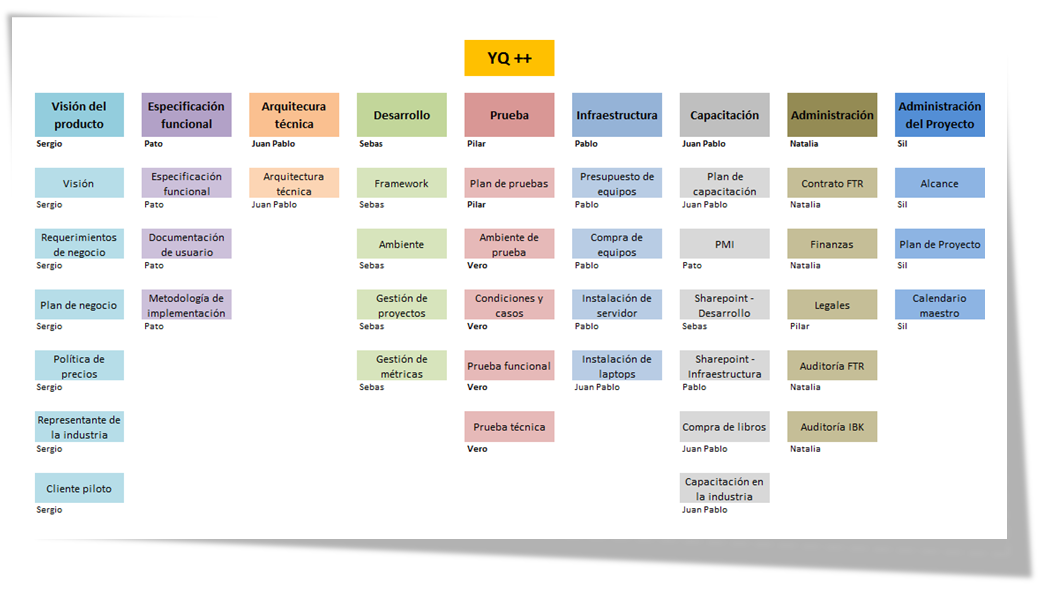
نمونه‌ای از ساختار شکست کار در سامانه هواگرد

ساختار شکست کار در مدیریت پروژه و مهندسی سیستم‌ها، ابزاری برای مشخص کردن و طبقه‌بندی کردن اجزای کاری می‌باشد به صورتی که کمک
به سامان دادن و مشخص کردن وسعت کلی کار در پروژه می‌کند.

## تعریف ساختار شکست کار
ساختار شکست کار را می‌توان بدین ترتیب تعریف کرد:
ساختار شکست کار (wbs) به معنای work breakdown structure  است که ساختار پروژه را تعیین می کند و کار به المان های کوچکتر شکسته می شود . به طور خلاصه : قابل مدیریت و مستقل از هم و قابل اندازه گیری باشد . قابل مدیریت به معنی این است که مسیول این کار چه کسی است مستقل از هم به معنی حداقل فصل مشترک ها قابل اندازه گیری به معنی این است که وقتی تمام شد بتوانیم بفهمیم چقدر پیشرفت در هر مرحله داشتیم. wbs مهمترین بخش پروژه است به دلیل اینکه ساختار کار را مشخص می کند . از wbs می توان هزینه های پروژه را براورد کرد و همچنین زمان و اجرای کار را می توان برنامه ریزی کرد  و همچنین پیشرفت لحظه ای پروژه و تقسیم مسیولیت ها را نشان می دهد . wbs به میزان پیچیدگی پروژه نیز بستگی دارد .
یک ساختار شبکه‌ای یا درختی به صورت گرافیکی است برای نشان دادن روش تولید محصول یا خدمت شامل، بخش‌های سخت‌افزار، نرم‌افزار، خدمات و سایر وظایفی که یک سازمان یا شرکت انجام می‌دهد مانند کارهایی که باید انجام شود تا یک محصول یا خدمت مشخص تولید یا ارائه شود.
در این تعریف منظور از «کارهایی که باید انجام شود» انجام و اتمام یک پروژه با بودجه و زمان مشخص است. تدوین ساختار شکست کار به عنوان یک نظام کاری، برای اطمینان از مشارکت‌کنندگان در اجرای پروژه، اعم از کارفرما، پیمانکاران/فروشندگان است که همگی بدانند چه عملیاتی برای تکمیل پروژه مورد نیاز است.
استفاده از ساختار شکست کار به عنوان یک شالوده اطلاعاتی، برقراری ارتباط صحیح دربارهٔ پروژه را برای گروه‌های کاری و سازمانهای حکومتی ناظر بر پروژه و سایر فرایندهای قانونی، از طریق کاربرد یک مبنای مشترک، تسهیل می‌کند.

## کاربران ساختار شکست کار
در اجرای پروژه‌های بزرگ، علاوه بر کارکنان پروژه، عواملی چون سرمایه‌گذاران، تأمین‌کنندگان مالی، پیمانکاران، در بعضی موارد سازمانهای دولتی و موسسات با دانش تکنولوژیکی پیچیده، دخالت و مشارکت دارند که بیشتر از گذشته به اطلاعات چندگانه و متمرکز نیاز دارند.
رعایت الزامات حکومتی و مقررات قانونی و مسوولیت نظارتی سازمانها، به اطلاعات و زبان مشترک نیاز دارند. فلسفه ایجاد کد برای هر یک از عملیات در WBS و متدولوژی آن، می‌تواند این نیاز اطلاعاتی کلیه مراجع و واحدها را مرتفع کند.
در حقیقت در اجرای پروژه، ساختار شکست کار یک داده و زبان مشترک است و ابزاری برای برقراری ارتباط بین کاربران مختلف در پروژه است که کاربرد مؤثری دارد.
در تأمین داده‌های مورد نیاز برای تدوین ساختار شکست کار، دو گروه شامل گروه عملیاتی پروژه و گروه‌های حاکمیتی و مسوول دخالت دارند. گروه‌های عملیاتی شامل، طراحی و مهندسی، ساخت و اجرا، مدیریت مالی، اداری و تأمین تجهیزات و گروه‌های حاکمیتی و مسوول مانند، کارفرما/صاحب‌کار، سازمانهای دولتی و پیمانکاران هستند.
یک ساختار شکست کار خوب طراحی و تدوین شده، گروه‌های عملیاتی و مسوول را قادر می‌سازد که ارتباطات دقیق و منظمی با هم داشته باشند.

## داده‌های اولیه برای تهیه ساختار شکست کار
برای تهیه یک ساختار شکست کار کامل و بدون نقص، داده‌ها و مواد اولیه باید گردآوری شود. این داده‌ها که در زمینه‌های مختلف است به قرار زیر هستند:
- بودجه: نحوه و مقدار تأمین مالی و جریان نقدینگی (Cash Flow) سالیانه را مشخص می‌کند.
- برآورد هزینه: میزان هزینه‌های پروژه را بر مبنای تأمین خدمات فنی و مهندسی، تأمین کالا و تجهیزات و هزینه‌های ساخت، اجرا و نصب و راه‌اندازی را تعیین می‌کند.
- بهره‌وری: نرخ بهره‌وری مورد انتظار برای عوامل درگیر در اجرای پروژه عامل مهمی در تدوین ساختار شکست کار است.
- زمان‌بندی: جدول و برنامه زمان‌بندی و ترتیب انجام فعالیت‌های پروژه از ابتدای کار تا خاتمه پروژه عامل مهمی در تعیین روش کار است.
- منابع: برای اجرای پروژه از منابعی مانند سرمایه، ماشین‌آلات، تجهیزات، نیروی انسانی و مواد مصرفی استفاده می‌شود که اطلاعات آن‌ها برای تدوین ساختار شکست کار ضرورت دارد.

پس از آنکه کلیه داده‌های پیش گفته فراهم شد، آنگاه کارشناسانی که ساختار شکست کار را تنظیم می‌کنند، کلیه ردیف‌ها و رده‌های عملیاتی را تعریف و تدوین می‌کنند. این تعاریف علاوه بر آنکه کلیه عوامل را قادر می‌سازد که حول یک شالوده مشترک اقدام و حرکت کنند، موجب ارتباط سه جانبه هزینه، زمان‌بندی و بهره‌وری بر محور ثابت و در نهایت باعث اندازه‌گیری مناسب پیشرفت کار و کنترل پروژه می‌شود.
گردآوری مجموعه اینگونه اطلاعات بر مبنای مشترک، در مورد قابل قیاس بودن عملیات انجام شده با خطوط مبنای معین، اطمینان ایجاد می‌کند. اطلاعات حاصل از گروه‌های مختلف، علاوه بر آنکه در تهیه بودجه، زمان‌بندی و برآورد هزینه‌ها کاربرد دارد در تدوین خطوط مبنای برآورد هزینه و زمان‌بندی ساخت و اجرا مؤثر است؛ بنابراین ساختار شکست کار از مرحله شروع تا انتهای پروژه در برنامه‌ریزی، اجرا و کنترل و اصلاح بکار می‌رود. ساختار شکست کار ابزاری است برای کلیه کاربران پروژه تا بر تأمین خدمات و تجهیزات، اجرا و اتمام موفقیت‌آمیز پروژه نظارت و کنترل داشته باشند.

## ترکیب سیستم‌ها – کاربرد WBS
عوامل و سیستم‌های اجرا و کنترل پروژه از قبیل، زمان‌بندی، برآورد، سنجش پیشرفت و عملکرد، نیروی انسانی، تأمین تجهیزات، پایش و کنترل هزینه‌ها و سایر نظام‌ها به اطلاعات نیازمند است. انتقال اطلاعات بین واحدهای مختلف پروژه و سایر سازمانهای مرتبط با پروژه، باید به صورت صحیح عملکرد داشته باشد تا اطلاعات لازم بین واحدها و سیستم‌های فرعی به موقع و دقیق انتقال یابد سیستم کنترل پروژه چه به صورت دستی و چه به صورت خودکار و ماشینی، به عنوان سیستم جمع‌آوری به موقع اطلاعات اجرایی و به جریان انداختن این نوع اطلاعات از طریق تنظیم گزارش‌های مختلف و ارائه پیش‌بینی‌ها به مدیر پروژه به مقدار زیادی به ساختار شکست کار مناسب و کاربردی نیاز دارد.

## مراحل تدوین ساختار شکست کار
- مشخص کردن موضوع و هدف کلی کار
- تقسیم‌بندی موضوع تعیین شده به دسته‌های رده دوم از نظر اهمیت

این شاخه‌ها باید نمایانگر احتیاجات و فعالیت‌هایی باشند که مستقیماً به هدف اولیه ختم می‌شوند یا برای تکمیل کار حتماً باید انجام شوند.

تیم تدوین مداوماً باید سوالات زیر را مطرح کند که:
- برای رسیدن به این هدف چه چیزهایی مورد نیاز می‌باشد؟
- سپس چه اتفاقی خواهد افتاد؟
- چه چیزهایی باید مورد توجه قرارگیرد؟
- برای هرکدام از عناوین مهم فوق جزئیات بیشتری در نظر بگیرید.
- WBS تدوین شده را از نظر کامل بودن و سیر منطقی آن کنترل کنید.

ساختار شکست کار به عنوان زیربنای ماتریس توزیع مسؤولیتها، زمانبندی شبکه‌ای، تخمین و تخصیص هزینه، آنالیز ریسک، چارت سازمانی، هماهنگی اهداف، کنترل (شامل مدیریت پیمان) بکار می‌رود.

## روش‌های شکست کارها

### روش اول

#### با گرایش به اقلام قابل تحویل
مفیدترین و دشوارترین روش تهیه WBS است.
- محصولات
- سیستم‌های عملکردی: اجزاء سیستم‌های عملکردی معمولاً محصولات می‌باشد.
- نواحی فیزیکی

#### با گرایش به برنامه زمانی
- فعالیت‌ها
- فازهای پروژه

#### با گرایش به منابع پروژه
- دیسیپلین‌ها
- واحدهای مدیریتی: با استفاده از وارد کردن عناصرOBS به WBS
- منابع مالی: با استفاده از وارد کردن RBS به WBS

### روش دوم
1. دیسیپلینهای عملکردی و تکنولوژیکی.
2. ساختار سازمانی، در صورتیکه بتوان کل کار را به صورت واضح میان گروه‌ها یا افراد مختلف تقسیم نمود.
3. سیستم‌ها و زیر سیستم‌ها.
4. سازندگان دخیل در پروژه.
5. موقعیت فیزیکی مجموعه‌های دخیل که برای تکمیل پروژه بکار می‌روند.

### روش سوم
1. بر مبنای محصول
2. بر مبنای فازبندی پروژه
3. بر مبنای عملکردها